# Эдебайб, Карима
Кари́ма Э́дебайб (англ. Karima Adebibe, род. 14 февраля 1985, Лондон) — британская актриса

 и фотомодель. Также известна под именем Карима Мака́дамс (англ. Karima McAdams). Бывшая ассистентка в магазине «Topshop», 14 февраля 2006 года стала седьмой моделью персонажа Лары Крофт в популярной видеоигре «Tomb Raider».
Принимала участие в съёмках игр «Tomb Raider: Legend» и «Tomb Raider: Anniversary» с 2006 по 2008 годы. В её обязанности входило участие в образе Лары Крофт в промоакциях, теле- и радиопередачах, поэтому, чтобы соответствовать образу, Эдебайб проходила различные программы: от занятий единоборствами до уроков ораторского искусства. Она отошла от роли Лары Крофт в 2008 году.
Кариму также можно увидеть в роли византийской аббатисы Кассии Константинопольской в пятом сезоне сериала Майкла Хёрста «Викинги» (2017) и в эпизодической роли в фильме «Чужой против Хищника».
В 2019 году Карима начала встречаться с репером Professor Green. 15 марта 2021 года у пары родился сын Слиман Рэй Мандерсон.